# Мулатіяна (підрозділ окружного секретаріату)
Підрозділ окружного секретаріату Мулатіяна — підрозділ окружного секретаріату округу Матара, Південна провінція, Шрі-Ланка. Головне місто - Мулатіяна. Складається з 48 Грама Ніладхарі.

## Демографія
| Кількість Грама Ніладхарі | Площа (км2) | Населення (2012) | Населення (2012) | Населення (2012)  | Населення (2012) | Населення (2012) | Населення (2012) | Густота населення (/км2) |
| Кількість Грама Ніладхарі | Площа (км2) | Сингали          | Ларакалла        | Ланкійські таміли | Індійські таміли | Інші             | Всього           | Густота населення (/км2) |
| ------------------------- | ----------- | ---------------- | ---------------- | ----------------- | ---------------- | ---------------- | ---------------- | ------------------------ |
| 48                        | 115,2       | 49,689           | 1                | 192               | 61               | -                | 48,645           | 427                      |